# Maria Eugênia de Domênico
Maria Eugênia de Domenico ou Eugênia Di Domenico (Catanduva, 31 de janeiro de 1949) é atriz, roteirista e diretora teatral.

## Trabalhos

### No teatro[2]
| Ano       | Título                                             | Notas             |
| --------- | -------------------------------------------------- | ----------------- |
| 1968      | As Alegres Comadres de Windsor                     |                   |
| 1969      | Prometeu Acorrentado                               |                   |
| 1969      | A Absurda Noite do Absurdo. O Mestre               |                   |
| 1970      | Cândido                                            |                   |
| 1970      | As Bacantes                                        |                   |
| 1975      | O duelo                                            |                   |
| 1977      | Um Ponto de Luz                                    |                   |
| 1978      | A farsa de Inês Pereira                            |                   |
| 1978      | Quem Tem Medo de Virgínia Woolf?                   |                   |
| 1979      | Vejo um Vulto na Janela, Me Acudam que Sou Donzela |                   |
| 1980-1982 | Como agitar seu apartamento                        |                   |
| 1983      | Círculo de Cristal                                 |                   |
| 1988      | Tudo no Escuro                                     |                   |
| 1991      | Laços Eternos                                      |                   |
| 1996      | SOS Brasil                                         |                   |
| 2003      | Sábado, Domingo e Segunda                          |                   |
| 2005      | A História Dela                                    |                   |
| 2007      | A Soma de Nós                                      |                   |
| 2016      | O Campeão de Dominó do Alaska                      |                   |
| 2022      | Lyson Gaster no Borogodó                           | Pesquisa de texto |

### Na Televisão
| Ano  | Título                            | Papel          | Notas                          |
| ---- | --------------------------------- | -------------- | ------------------------------ |
| 1972 | O Tempo Não Apaga                 | Glorinha       |                                |
| 1972 | Quero Viver                       | —              |                                |
| 1973 | Vendaval                          | —              |                                |
| 1975 | Vila do Arco                      | Julieta Pina   |                                |
| 1975 | Teatro 2                          | Zilda          | Episódio: "A Implosão"         |
| 1976 | Teatro 2                          | —              | Episódio: "A Escada"           |
| 1976 | Teatro 2                          | —              | Episódio: "Lua Amarela"        |
| 1978 | Ciranda, Cirandinha               | Sheila         | Episódio: "Sonhou, Tá Sonhado" |
| 1981 | O Resto É Silêncio                | —              |                                |
| 1982 | Os Imigrantes - Terceira Geração  | Vitória        |                                |
| 1983 | Razão de Viver                    | Irene          |                                |
| 1984 | Anarquistas Graças a Deus         | Josefina       |                                |
| 1989 | O Cometa                          | —              |                                |
| 1997 | Os Ossos do Barão                 | Maria Clara    |                                |
| 1998 | Alma de Pedra                     | Talita         |                                |
| 2005 | O Dia em que Mamãe Soltou o Verbo | Mãe            | Especial de Natal              |
| 2006 | Cristal                           | Celina         |                                |
| 2008 | Revelação                         | Elisa Castelli |                                |
| 2009 | Além do Horizonte                 | Violácea       |                                |
| 2010 | Uma Rosa com Amor                 | Maria          |                                |